# Synandwakia
Synandwakia is een geslacht van zeeanemonen uit de klasse van de Anthozoa (bloemdieren).

## Soorten
- Synandwakia hozawai (Uchida, 1932)
- Synandwakia multitentaculata Song, 2003